# Asta Willmann
Asta Willmann (seit 1951 mit bürgerlichem Namen Asta Linnolt, * 19. Septemberjul. / 2. Oktober 1916greg. in Tallinn; † 3. Dezember 1984 in Farmington (Connecticut)) war eine estnische Schauspielerin und Schriftstellerin.

## Leben
Willmann wurde in Tallinn als Tochter eines Kapitäns geboren und absolvierte 1934 das Kommerzgymnasium. Anschließend machte sie eine Ausbildung an der Theaterschule und war von 1937 bis 1944 Schauspielerin und Regisseurin am Endla-Theater in Pärnu.
Im September 1944 floh Willmann nach Schweden, wo sie kurzzeitig (1950–1951) an der Universität Stockholm studierte. 1951 ging sie jedoch nach Kanada, wo sie an der University of British Columbia in Vancouver studierte und 1955 ihren Bachelor in Geschichte und politischer Philosophie machte. 1960 übersiedelte sie nach Farmington (Connecticut). Dort absolvierte sie eine Ausbildung an der Yale School of Drama, die sie 1963 mit dem Magister abschloss. Danach arbeitete sie bis zu ihrer Pensionierung am Konservatorium von Hartford (Connecticut).

## Werk
Willmann debütierte noch in Estland mit einem Jugenddrama, das sie unter dem Pseudonym Johannes Madar veröffentlichte. Im Exil debütierte sie 1950 mit einem Gedichtband, dem sie 1955 eine Novellensammlung folgen ließ.
Willmanns Hauptwerk ist die Pentalogie Eine Handvoll Asche, eine zweite voll Erde, die den bezeichnenden Untertitel Eine lange Geschichte über Freude, Liebe und Hoffnung (Üks pikk jutt rõõmust, armust ja lootusest) trägt. In diesem zwischen 1961 und 1968 erschienenen Roman ist nach Aussage der Autorin die „Hauptperson das estnische Volk so, wie sie sich seiner erinnert.“ Exemplifiziert wird dies anhand der Hauptperson Maria (genannt Iia) Mets, die als Waisenkind heranwächst und den Lebemann Ervin Tiedeberg kennenlernt. Ihre zunächst glücklich erscheinende Ehe zerbricht jedoch bald. Parallel zum persönlichen Schicksal werden zahlreiche gesellschaftliche Probleme der Zeit behandelt, so dass der Roman als „Saga vom Schicksal des estnischen Volkes, die sich auf die Zwischenkriegszeit und das Ende der estnischen Unabhängigkeit konzentriert“, bezeichnet werden kann. Aufgrund des Umfangs und der Thematik ist der Roman häufig mit Anton Hansen Tammsaares Tõde ja õigus (1926–1933) sowie Elu ja armastus (1934) verglichen worden. Im Hinblick auf den letztgenannten Roman ist zudem darauf hingewiesen worden, dass die Autorin eine Gegenposition zu Tammsaares traditionellerem Frauenbild bezieht.

## Auszeichnungen
- 1969 Visnapuu-Preis

## Bibliografie
- Ema jutustus ('Mutters Erzählung' – Drama für Jugendliche in drei Akten) Tallinn: Tarvik 1939. 67 S.
- Ihuüksi. Luuletused ('Mutterseelenallein. Gedichte'). Stockholm: Autori kirjastus 1950. 88 S.
- Lumm ('Zauber'). Toronto: Orto 1955. 336 S,
- Peotäis tuhka, teine mulda ('Eine Handvoll Asche, eine zweite voll Erde'). Band I. Lund: Eesti Kirjanike Kooperatiiv 1961. 308 S.
- idem, Band II: Lund: Eesti Kirjanike Kooperatiiv 1961. 314 S.
- idem, Band III: Lund: Eesti Kirjanike Kooperatiiv 1962. 304 S.
- idem, Band IV: Lund: Eesti Kirjanike Kooperatiiv 1966. 270 S.
- idem, Band V: Lund: Eesti Kirjanike Kooperatiiv 1968. 280 S.
- Hundisõidul. Romaan ('Auf Wolfsfahrt. Roman'). Lund: Eesti Kirjanike Kooperatiiv 1975. 250 S.
- Peotäis tuhka, teine mulda (Neuausgabe aller fünf Teile in einem Band). Tallinn: SE & JS 2000. 999 S.

## Sekundärliteratur
- Mardi Valgemäe: Usutlus Asta Willmann-Linnoltiga, in: Mana 4-5/1964, S. 261–265.
- Hellar Grabbi: Willmanni Antigone, in: Mana 29 (1/1966), S. 19.
- Aleksis Rannit: Vestlus Asta Willmanniga, in: Eesti Keele ja Kirjanduse Instituudi Aastaraamat I. Stokholm 1973, S. 344–349 (S. 349 = English summary).
- Mardi Valgemäe: Asta Willmann näitekirjanikuna, in: Eesti Keele ja Kirjanduse Instituudi Aastaraamat I. Stokholm 1973, S. 357–362 (S. 362 = English summary).
- Aleksis Rannit: Asta Willmanni lugedes, in: Tulimuld 4/1976, S. 163–169.
- Rutt Hinrikus: Asta Willmann, actress and writer, in Estonian Literary Magazine 16 (2003), S. 12–15